# Ju-jitsu nos Jogos Asiáticos de 2022
O Jiu-jitsu nos Jogos Asiáticos de 2022 foi realizado no Ginásio Xiaoshan Linpu, na cidade de Hangzhou, na China, entre os dias 5 e 7 de outubro de 2023.

## Cronograma
| P | Rodadas preliminares & Repescagem | F | Semifinais & Finais |

| Evento↓/Data →              | 5 Qui | 5 Qui | 6 Sex | 6 Sex | 7 Sáb | 7 Sáb |
| --------------------------- | ----- | ----- | ----- | ----- | ----- | ----- |
| Ne-waza masculino até 62 kg | P     | F     |       |       |       |       |
| Ne-waza masculino até 69 kg | P     | F     |       |       |       |       |
| Ne-waza masculino até 77 kg |       |       | P     | F     |       |       |
| Ne-waza masculino até 85 kg |       |       |       |       | P     | F     |
| Ne-waza feminino até 48 kg  | P     | F     |       |       |       |       |
| Ne-waza feminino até 52 kg  |       |       | P     | F     |       |       |
| Ne-waza feminino até 57 kg  |       |       | P     | F     |       |       |
| Ne-waza feminino até 63 kg  |       |       |       |       | P     | F     |

## Medalhistas

### Masculino
| Evento | Ouro                                       | Prata                                         | Bronze                                      |
| ------ | ------------------------------------------ | --------------------------------------------- | ------------------------------------------- |
| −62 kg | Khaled Al-Shehi UAE Emirados Árabes Unidos | Khalid Al-Blooshi UAE Emirados Árabes Unidos  | Abdulmalik Almurdhi KSA Arábia Saudita      |
| −62 kg | Khaled Al-Shehi UAE Emirados Árabes Unidos | Khalid Al-Blooshi UAE Emirados Árabes Unidos  | Mansur Khabibulla KAZ Cazaquistão           |
| −69 kg | Nurzhan Batyrbekov KAZ Cazaquistão         | Mohamed Al-Suwaidi UAE Emirados Árabes Unidos | Joo Seong-hyeon KOR Coreia do Sul           |
| −69 kg | Nurzhan Batyrbekov KAZ Cazaquistão         | Mohamed Al-Suwaidi UAE Emirados Árabes Unidos | Aldiyar Serik KAZ Cazaquistão               |
| −77 kg | Koo Bon-cheol KOR Coreia do Sul            | Ali Seena Munfaredi BHR Bahrein               | Mahdi Al-Awlaqi KUW Kuwait                  |
| −77 kg | Koo Bon-cheol KOR Coreia do Sul            | Ali Seena Munfaredi BHR Bahrein               | Davaadorj Munkhtur MGL Mongólia             |
| −85 kg | Faisal Al-Ketbi UAE Emirados Árabes Unidos | Kim Hee-seoung KOR Coreia do Sul              | Omar Tariq Nada KSA Arábia Saudita          |
| −85 kg | Faisal Al-Ketbi UAE Emirados Árabes Unidos | Kim Hee-seoung KOR Coreia do Sul              | Saeed Al-Kubaisi UAE Emirados Árabes Unidos |

### Feminino
| Evento | Ouro                                         | Prata                                      | Bronze                                     |
| ------ | -------------------------------------------- | ------------------------------------------ | ------------------------------------------ |
| −48 kg | Meggie Ochoa PHI Filipinas                   | Balqees Abdulla UAE Emirados Árabes Unidos | Phùng Thị Huệ VIE Vietnã                   |
| −48 kg | Meggie Ochoa PHI Filipinas                   | Balqees Abdulla UAE Emirados Árabes Unidos | Kacie Tan THA Tailândia                    |
| −52 kg | Asma Al-Hosani UAE Emirados Árabes Unidos    | Miao Jie CHN China                         | Park Jeong-hye KOR Coreia do Sul           |
| −52 kg | Asma Al-Hosani UAE Emirados Árabes Unidos    | Miao Jie CHN China                         | Jenna Kaila Napolis PHI Filipinas          |
| −57 kg | Annie Ramirez PHI Filipinas                  | Galina Duvanova KAZ Cazaquistão            | Shamsa Al-Ameri UAE Emirados Árabes Unidos |
| −57 kg | Annie Ramirez PHI Filipinas                  | Galina Duvanova KAZ Cazaquistão            | Orapa Senatham THA Tailândia               |
| −63 kg | Shamma Al-Kalbani UAE Emirados Árabes Unidos | Sung Ki-ra KOR Coreia do Sul               | Marian Urdabayeva KAZ Cazaquistão          |

## Nações participantes
Um total de 189 atletas de 28 nações competiram no ju-jitsu nos Jogos Asiáticos de 2022.
- AFG Afeganistão (3)
- BRN Bahrein (3)
- CAM Camboja (1)
- CHN China (3)
- TPE Taipé Chinês (1)
- IND Índia (11)
- INA Indonésia (1)
- IRI Irã (2)
- IRQ Iraque (2)
- JOR Jordânia (8)
- KAZ Cazaquistão (16)
- KUW Kuwait (6)
- KGZ Quirguistão (9)
- LAO Laos (2)
- MAL Malaia (2)
- MGL Mongólia (16)
- PLE Palestina (3)
- PHI Filipinas (11)
- QAT Catar (5)
- KSA Arábia Saudita (8)
- SGP Singapura (9)
- KOR Coreia do Sul (12)
- TJK Tajiquistão (5)
- THA Tailândia (16)
- TKM Turcomenistão (4)
- UAE Emirados Árabes Unidos (16)
- UZB Uzbequistão (8)
- VIE Vietnã (6)

## Tabela geral de medalhas
| Pos.                | País                         | Ouro | Prata | Bronze | Total |
| ------------------- | ---------------------------- | ---- | ----- | ------ | ----- |
| 1                   | Emirados Árabes Unidos (UAE) | 4    | 3     | 3      | 10    |
| 2                   | Filipinas (PHI)              | 2    | 0     | 1      | 3     |
| 3                   | Coreia do Sul (KOR)          | 1    | 2     | 3      | 6     |
| 4                   | Cazaquistão (KAZ)            | 1    | 1     | 3      | 5     |
| 5                   | Bahrein (BHR)                | 0    | 1     | 0      | 1     |
| 5                   | China (CHN)                  | 0    | 1     | 0      | 1     |
| 7                   | Arábia Saudita (KSA)         | 0    | 0     | 2      | 2     |
| 7                   | Tailândia (THA)              | 0    | 0     | 2      | 2     |
| 9                   | Mongólia (MGL)               | 0    | 0     | 1      | 1     |
| 9                   | Vietnã (VIE)                 | 0    | 0     | 1      | 1     |
| Total (10 entradas) | Total (10 entradas)          | 8    | 8     | 16     | 32    |